# Rebecca Šramková
Rebecca Šramková (* 19. října 1996 Bratislava) je slovenská profesionální tenistka. Ve své dosavadní kariéře na okruhu WTA Tour vyhrála jeden singlový turnaj. V rámci okruhu ITF získala třináct titulů ve dvouhře a čtyři ve čtyřhře. Praktikuje útočný styl hry.
Na žebříčku WTA byla ve dvouhře nejvýše klasifikována v červenci 2025 na 33. místě a ve čtyřhře v témže datu na 200. místě. Od roku 2023 ji trénuje Milan Martinec.
Ve slovenském týmu Billie Jean King Cupu debutovala v roce 2017 forlìským utkáním druhé světové skupiny proti Itálii, v němž jako hráčka mimo elitní stovku vyhrála obě dvouhry nad Sarou Erraniovou i Francescou Schiavoneovou. Za rozhodnutého stavu pak po boku Anny Karolíny Schmiedlové skrečovaly během úvodní sady čtyřhru. Slovenky zvítězily 3:2 na zápasy. Na finálovém turnaji 2024 dovedla z pozice jedničky tým do světového finále, v němž Slovenky podlehly Itálií. Do září 2025 v soutěži nastoupila k jedenácti mezistátním utkáním s bilancí 6–6 ve dvouhře a 1–2 ve čtyřhře.
Ve slovenské anketě Tenista roku byla v roce 2024 vyhlášena tenistkou roku.

## Soukromý život a zdravotní stav
Narodila se roku 1996 ve slovenské metropoli Bratislavě s vrozenou vadou zraku, kvůli níž téměř nevidí na levé oko. Zdravotní handicap ji na radu lékařky přivedl v šesti letech k tenisu, s nadějí zlepšení stavu u sportu vyžadujícího správnou koordinaci ruky a oka. Do devatenácti let žila s rodiči ve vilové čtvrti jižní bratislavské periferie v Čunově. Poté se přestěhovala do blízkosti Národního tenisového centra ve čtvrti Nové Mesto. Vystudovala bratislavské sportovní gymnázium na Ostredkové ulici (Střední sportovní škola, Ostredková 10). Tenisovým vzorem pro ni byla Serena Williamsová.
Během kariéry se potýkala se zraněními. Od srpna 2017 do února 2018 nehrála kvůli problémům se zády. Poté prodělala poranění ramene a břicha. Po návratu na okruh utrpěla únavovou zlomeninu nohy, jejíž operaci podstoupila roku 2022.
V letech 2017–2021 udržovala partnerský vztah s Petrem Likérem, trenérem slovenského reprezentačního týmu čtyřkajaku.

## Tenisová kariéra

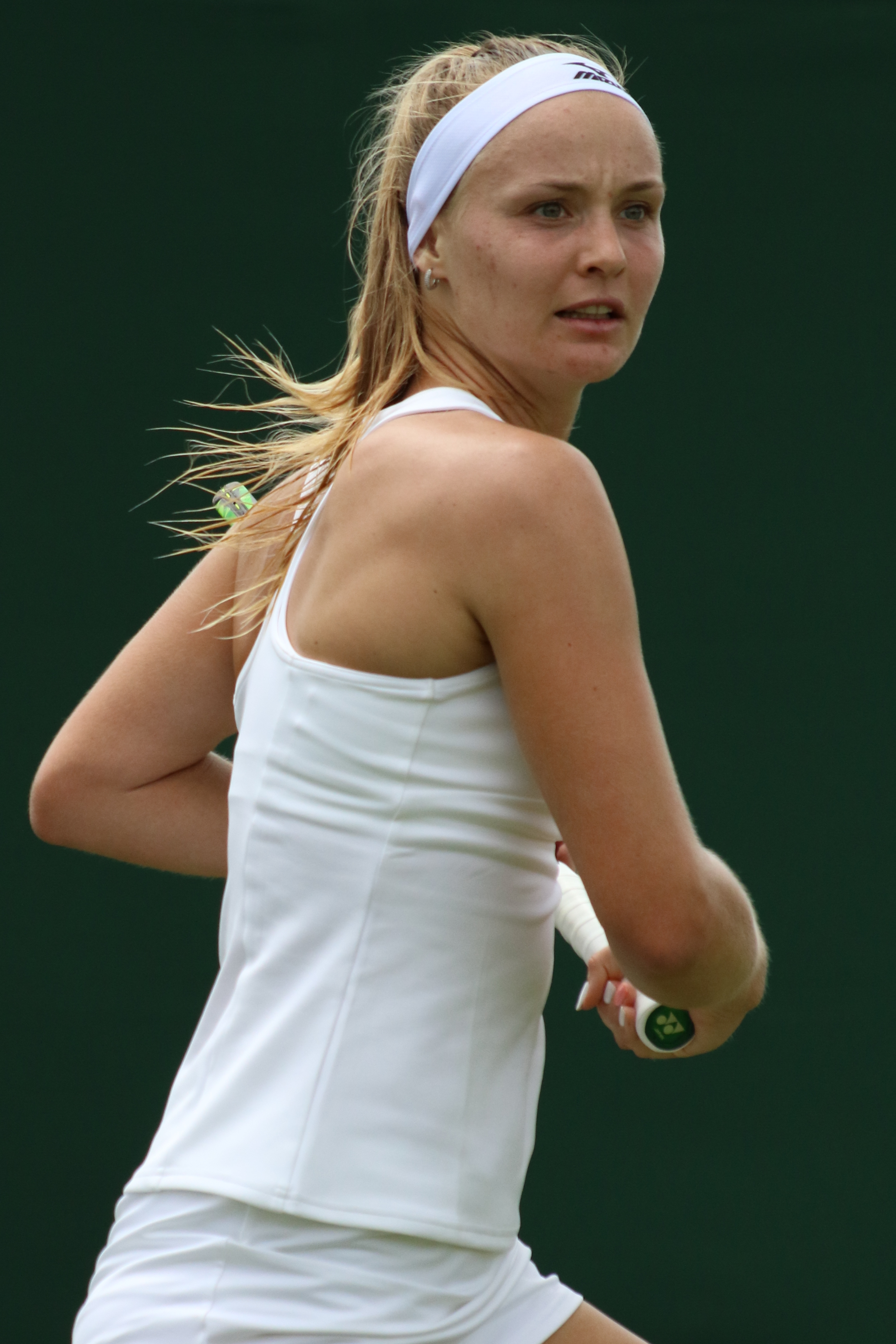
V kvalifikaci Wimbledonu 2019

V rámci hlavních soutěží událostí okruhu ITF debutovala v květnu 2012, když na turnaji ve slovinském Velenje s dotací 10 tisíc dolarů postoupila z kvalifikace. Ve druhém kole podlehla Slovince Anje Prislanové. Premiérový singlový titul v této úrovni tenisu vybojovala v srbské Vrnjačce Banje. Na události s rozpočtem deset tisíc dolarů, jež se konala v září 2013, přehrála ve finále Srbku Dunju Stamenkovićovou. Ze zářijového Engie Open de Biarritz 2016 si odvezla premiérovou trofej z turnaje s maximální dotací sto tisíc dolarů. V závěrečném duelu zdolala Italku Martinu Trevisanovou ve třech setech. Jednalo se o její pátý titul na túře ITF.
V kvalifikaci singlu okruhu WTA Tour debutovala na červnovém AEGON Open Nottingham 2015. Na úvod travnaté kvalifikační soutěže ji vyřadila druhá nasazená Číňanka Ču Lin. Debut v hlavní soutěži nejvyšší grandslamové kategorie zaznamenala v ženském singlu Australian Open 2017. Jednalo se také o její první utkání odehrané v hlavní soutěži kalendáře okruhu WTA Tour. Do turnaje postoupila po zvládnutém tříkolovém kvalifikačním sítu, kde si v rozhodujícím utkání poradila s Francouzkou Virginií Razzanovou. V úvodním kole dvouhry pak nenašla recept na čínskou tenistku Tuan Jing-jing po dvousetovém průběhu.
Na úvod červencového Livesport Prague Open 2021 poprvé porazila členku elitní světové dvacítky, dvanáctou v pořadí Petru Kvitovou po třísetovém průběhu. Jako 226. hráčka žebříčku následně podlehla krajance Viktórii Kužmové. Podruhé členku Top 20 zdolala ve druhém kole varšavského BNP Paribas Poland Open 2023, kde startovala jako  174. hráčka světové klasifikace. V rozhodující sadě proti světové osmnáctce Karolíně Muchové již prohrávala 1–5 a 15:40. Češka však v dané hře nevyužila ani jeden ze čtyř mečbolů a šňůrou šesti prohraných gamů utkání ztratila. Šramková tak na túře WTA poprvé postoupila do čtvrtfinále, v němž podlehla Tatjaně Mariové.
Premiérové finále v sérii WTA 125 si zahrála na antukovém Open delle Puglie 2023 v Bari. V soutěži postupně vyřadila brazilskou turnajovou šestku Lauru Pigossiovou, Polinu Kuděrmetovovou, druhou nasazenou Rumunku Jaqueline Cristianovou a Chorvatku Janu Fettovou. V třísetovém boji o titul pak podlehla o třicet pět míst výše postavené Slovince Tamaře Zidanšekové, figurující na 118. místě žebříčku. Po zisku úvodní sady přitom podávala ve druhé za stavu 5–4 a 40:0 na vítězství. Zidanšeková však odvrátila její všechny čtyři mečboly.

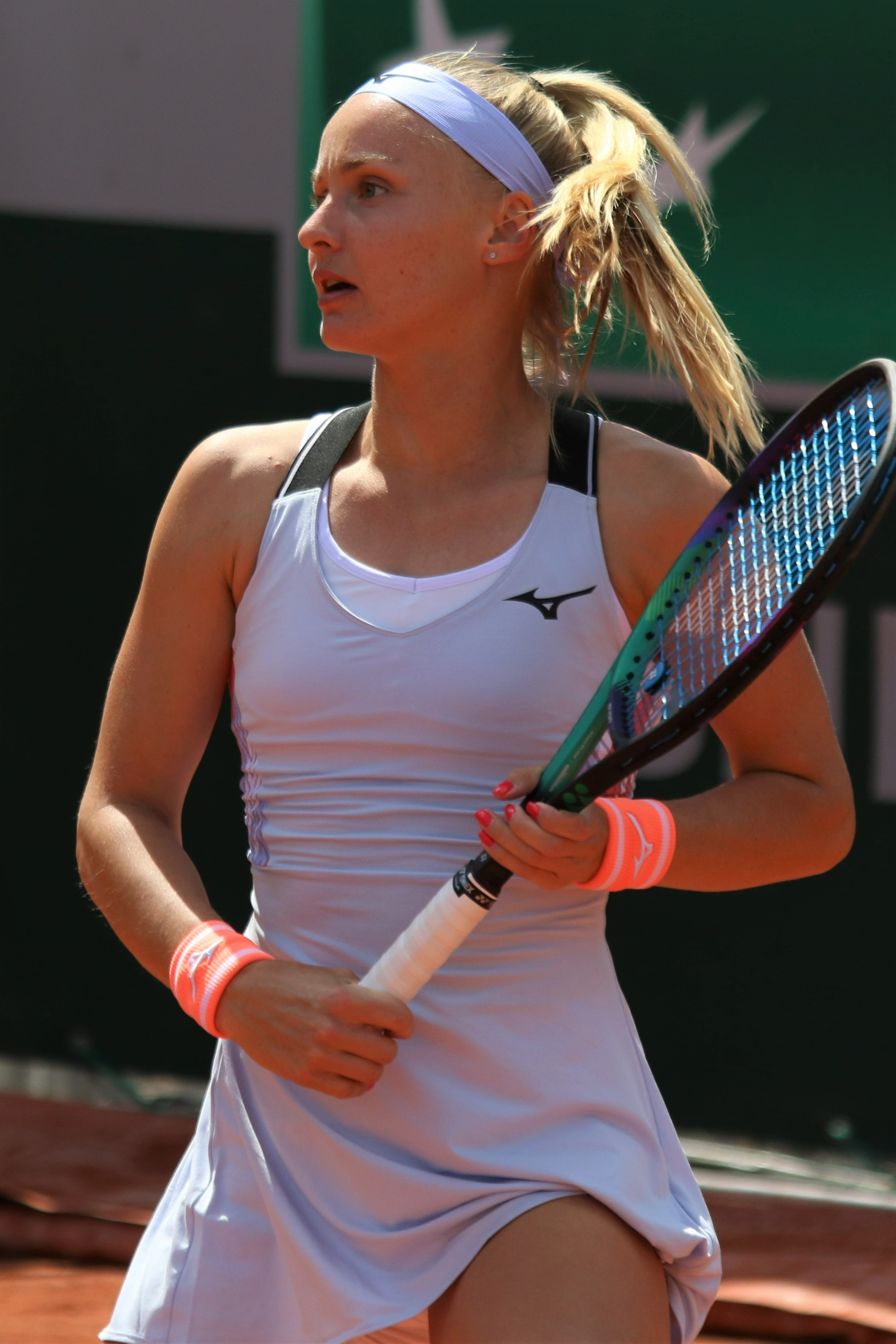
V kvalifikaci French Open 2022

Na úvod kvalifikace Australian Open 2024 nenašla recept na Francouzku Fionu Ferrovou. Po zvládnuté kvalifikační soutěži BNP Paribas Open 2024 v Indian Wells si první vítězný zápas v úrovni WTA 1000 připsala na úvod dvouhry s Číňankou Wang Ja-fan ze sedmé desítky. Poté ji zastavila brazilská světová třináctka Beatriz Haddad Maiová. Přes úvodní výhru nad Rebekou Masárovou v kvalifikaci Miami Open 2024 ji do hlavní soutěže nepustila nejvýše nasazená krajanka Anna Karolína Schmiedlová. Prohrála s ní tak třetí ze čtyř vzájemných duelů. O týden později jí Masárová porážku oplatila ve čtvrtfinále katalánského turnaje série WTA 125 v La Bisbal d'Empordà, když předtím přehrála Francouzky Leolii Jeanjeanovou a Kristinu Mladenovicovou. V kvalifikačním kole Mutua Madrid Open 2024 uhrála jen dva gamy na Hailey Baptisteovou, o šest příček výše postavenou Američanku.
Jako stá dvacátá hráčka žebříčku přicestovala na římský Internazionali BNL d'Italia 2024, znamenající účast v kvalifikaci. Přes Britku Dartovou a Lotyšku Semeņistajovou prošla do římské dvouhry. V ní poprvé v kariéře vyhrála tři zápasy hlavní soutěže WTA za sebou a postoupila do prvního osmifinále kategorie WTA 1000. Ve druhém kole vyřadila britskou světovou osmadvacítku Katie Boulterovou a nezastavila ji ani americká členka šesté desítky Sofia Keninová. Ve čtvrté fázi však nenašla recept na lotyšskou světovou desítku Jeļenu Ostapenkovou, přestože v rozhodující sadě vedla 3–1 na gamy a za stavu 5–4 podávala na vítězství. Bodový zisk jí zajistil premiérový průnik do první světové stovky, na 89. místo.
Do prvního finále na túře WTA postoupila ve 27 letech na zářijovém Jasmin Open 2024 v Monastiru. Ve druhém kole vyřadila druhou nasazenou Francouzku Claru Burelovou, poté španělskou antukářku Saru Sorribesovou Tormovou a mezi poslední čtveřicí italskou turnajovou sedmičku Luciu Bronzettiovou. Ve finále však podlehla 22leté britské kvalifikantce Sonay Kartalové po dvousetovém průběhu. O týden později vylepšila finálové maximum ziskem první trofeje, když ovládla Thailand Open 2024 v Chua Chinu. Ve druhém kole porazila čtyřicátou třetí hráčku žebříčku Magdu Linetteovou. Nezastavily ji ani členka druhé světové stovky Jana Fettová a třetí stovky Tamara Zidanšeková. V souboji o titul pak zdolala o tři příčky výše postavenou, 99. hráčku pořadí Lauru Siegemundovou. 36letou Němku přehrála ve dvou setech v prvním vzájemném duelu. V probíhající sezóně se stala desátou šampionkou, která získala debutovou trofej. Po skončení premiérově figurovala ve světové sedmdesátce, když jí 23. září 2024 patřilo 61. místo. Předstižením Schmiedlové se poprvé stala slovenskou jedničkou i jedinou Slovenkou v první světové stovce.

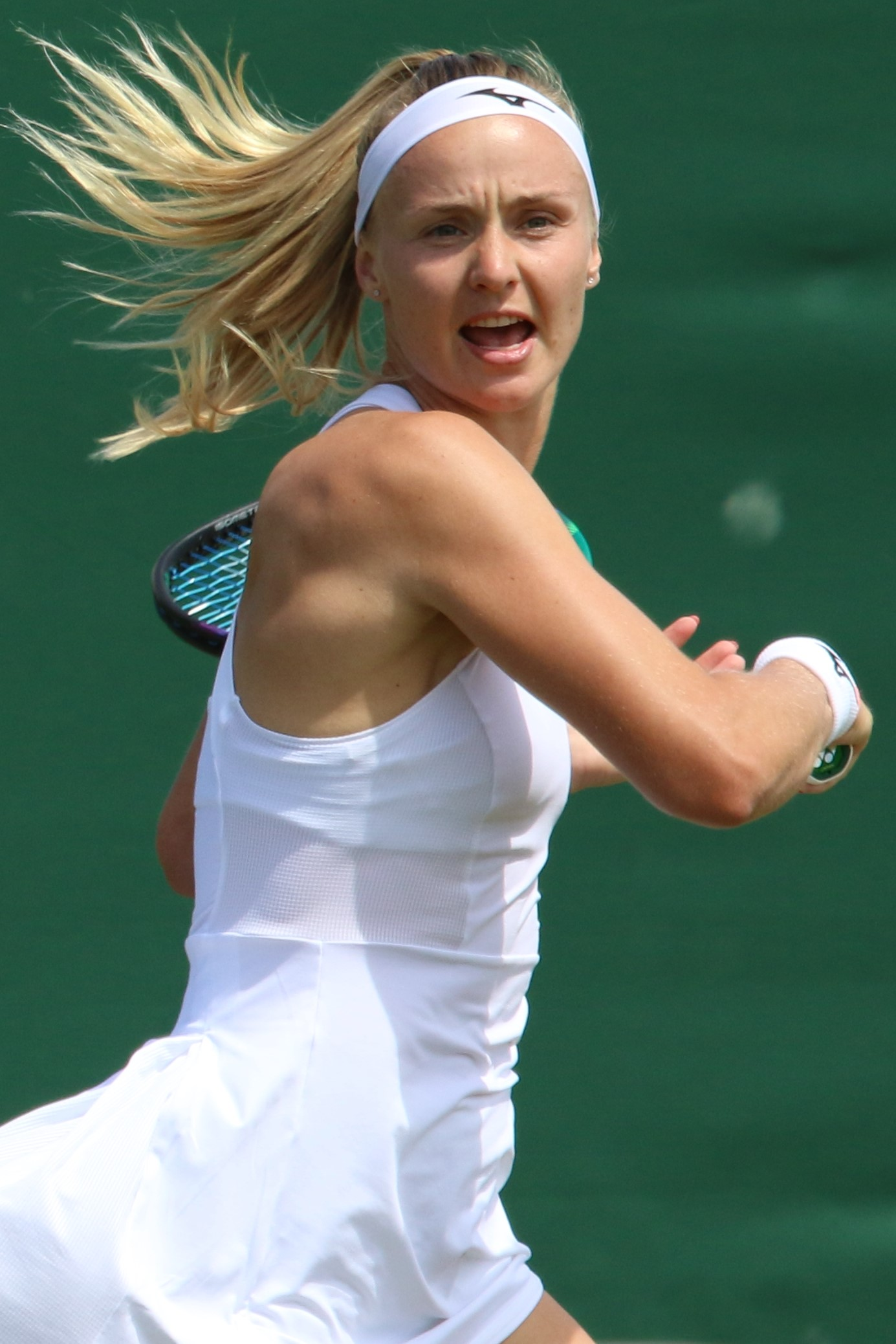
V kvalifikaci Wimbledonu 2022 dohrála ve druhém kole

Z Thajska se přemístila na pekingský China Open 2024 z kategorie WTA 1000. Po zvládnutí kvalifikačního síta ji ve dvouhře nezastavily Ukrajinka Anhelina Kalininová ani světová třiatřicítka Jekatěrina Alexandrovová. Ve třetím utkání však nenašla recept na devatenáctou hráčku klasifikace Paulu Badosovou, s níž nezvládla koncovky obou setů. Bodový zisk ji premiérově posunul do Top 60. Na listopadovém Jiangxi Open 2024 postoupila v rozmezí dvou měsíců do třetího singlového finále WTA. Při debutové účasti na ťiangsijském turnaji v Ťiou-ťiangu se utkala pouze se soupeřkami postavenými mimo první světovou stovku. Poprvé v kariéře hrála jako jedna ze čtyř nejvýše nasazených. Na cestě do finále ztratila jediný set s Italkou Martinou Trevisanovou ve čtvrtfinále. Poté zdolala 36letou nejstarší členku startovního pole Lauru Siegemundovou. V souboji o titul i počtvrté v kariéře podlehla Švýcarce Viktoriji Golubicové, figurující na 168. příčce žebříčku, po dvousetovém průběhu. Po skončení 4. listopadu 2024 debutovala v elitní světové padesátce, na 43. místě.
V roli jedničky slovenského týmu dovedla výběr na listopadovém finálovém turnaji Billie Jean King Cupu 2024 do světového finále. V úvodním kole přispěla k výhře nad Spojenými státy zdoláním světové jedenáctky Danielly Collinsové. Ve čtvrtfinále proti Austrálii porazila Ajlu Tomljanovićovou a v semifinále s Velkou Británií zvládla dvouhru proti dvacáté čtvrté ženě klasifikace Katie Boulterové. Až v souboji o titul Slovensko nestačilo na Itálii již po dvouhrách. První porážku na turnaji utržila od světové čtyřky Jasmine Paoliniové.

## Trenérské vedení
Od dvanácti do jednadvaceti let ji koučoval otec Jozef Šramka, jehož v sezóně 2017 nahradil Boris Sedláček, bývalý člen otcovy akademie TK Jednotka. Od sezóny 2023 se jejím koučem stal Milan Martinec, mezi jehož svěřenkyně patřila také Schmiedlová.

## Finále na okruhu WTA Tour

### Dvouhra: 3 (1–2)
| Legenda            |
| ------------------ |
| Grand Slam (0)     |
| Turnaj mistryň (0) |
| WTA 1000 (0)       |
| WTA 500 (0)        |
| WTA 250 (1–2)      |

| Stav       | č. | datum         | turnaj             | kategorie | povrch | soupeřka ve finále   | výsledek |
| ---------- | -- | ------------- | ------------------ | --------- | ------ | -------------------- | -------- |
| Finalistka | 1. | září 2024     | Monastir, Tunisko  | WTA 250   | tvrdý  | Sonay Kartalová      | 3–6, 5–7 |
| Vítězka    | 1. | září 2024     | Chua Chin, Thajsko | WTA 250   | tvrdý  | Laura Siegemundová   | 6–4, 6–4 |
| Finalistka | 2. | listopad 2024 | Ťiou-ťiang, Čína   | WTA 250   | tvrdý  | Viktorija Golubicová | 3–6, 5–7 |

## Finále série WTA 125

### Dvouhra: 1 (0–1)
| Legenda       |
| ------------- |
| WTA 125 (0–1) |

| Stav       | č. | datum     | turnaj       | povrch | soupeřka ve finále | výsledek      |
| ---------- | -- | --------- | ------------ | ------ | ------------------ | ------------- |
| Finalistka | 1. | září 2023 | Bari, Itálie | antuka | Tamara Zidanšeková | 6–3, 5–7, 1–6 |

## Finále na okruhu ITF
| Dotace turnajů okruhu ITF | Dotace turnajů okruhu ITF |
| ------------------------- | ------------------------- |
| 100 000 $ tournaments     | 80 000 $ tournaments      |
| 60 000 $ tournaments      | 50 000 $ tournaments      |
| 40 000 $ tournaments      | 25 000 $ tournaments      |
| 15 000 $ tournaments      | 10 000 $ tournaments      |

### Dvouhra: 18 (13–6)
| Stav       | č.  | datum            | turnaj                         | povrch    | soupeřka ve finále         | výsledek           |
| ---------- | --- | ---------------- | ------------------------------ | --------- | -------------------------- | ------------------ |
| Vítězka    | 1.  | 9. září 2013     | Vrnjačka Banja, Srbsko         | antuka    | Dunja Stamenkovićová       | 6–3, 6–2           |
| Vítězka    | 2.  | 11. srpna 2014   | Lipsko, Německo                | tvrdý     | Petra Uberalová            | 6–4, 3–6, 6–2      |
| Finalistka | 1.  | 18. února 2015   | Kreuzlingen, Švýcarsko         | koberec   | Olga Govorcovová           | 2–6, 1–6           |
| Vítězka    | 3.  | 4. dubna 2016    | Kárši, Uzbekistán              | tvrdý     | Nina Stojanovićová         | 6–1, 6–3           |
| Finalistka | 2.  | 13. června 2016  | Ilkley, Spojené království     | tráva     | Jevgenija Rodinová         | 4–6, 4–6           |
| Vítězka    | 4.  | 20. června 2016  | Řím, Itálie                    | antuka    | Réka Luca Janiová          | 6–1, 6–1           |
| Vítězka    | 5.  | 18. září 2016    | Biarritz, Francie              | antuka    | Martina Trevisanová        | 6–3, 4–6, 6–1      |
| Vítězka    | 6.  | 18. března 2018  | Antalya, Turecko               | antuka    | Amina Anšbová              | 6–1, 7–6(7–3)      |
| Vítězka    | 7.  | 25. března 2018  | Antalya, Turecko               | antuka    | Cornelia Listerová         | 6–1, 7–5           |
| Finalistka | 3.  | 10. června 2018  | Staré Splavy, Česko            | antuka    | Monika Kilnarová           | 3–6, 6–7(5–7)      |
| Finalistka | 4.  | 1. července 2018 | Toruň, Polsko                  | antuka    | Barbora Krejčíková         | 5–7, 1–6           |
| Vítězka    | 8.  | leden 2019       | Andrézieux-Bouthéon, Francie   | tvrdý (h) | Audrey Albiéová            | 6–2, 6–7(4–7), 6–2 |
| Vítězka    | 9.  | červen 2019      | Grado, Itálie                  | antuka    | Jaqueline Cristianová      | 7–6(7–3), 3–1skreč |
| Vítězka    | 10. | červen 2019      | Toruň, Polsko                  | antuka    | Marta Kosťuková            | 6-1, 6-2           |
| Finalistka | 5.  | únor 2020        | Rancho Santa Fe, Spojené státy | tvrdý     | Jou Siao-ti                | 4–6, 6–7(5–7)      |
| Vítězka    | 11. | únor 2023        | Bath, Spojené království       | tvrdý (h) | Tereza Smitková            | 6–2, 6–2           |
| Vítězka    | 12. | květen 2023      | Otočec, Slovinsko              | antuka    | Seone Mendezová            | 6–3, 7–6(7–2)      |
| Finalistka | 6.  | červen 2023      | Otočec, Slovinsko              | antuka    | Valentini Grammatikopoulou | 4–6, 4–6           |
| Vítězka    | 13. | leden 2024       | Porto, Portugalsko             | tvrdý (h) | Jéssica Bouzas Maneirová   | 6–7(4), 7–5, 6–1   |

### Čtyřhra: 6 (4–2)
| Stav       | č. | datum         | turnaj                 | povrch    | spoluhráčka        | soupeřky ve finále                    | výsledek         |
| ---------- | -- | ------------- | ---------------------- | --------- | ------------------ | ------------------------------------- | ---------------- |
| Vítězka    | 1. | 9. srpna 2013 | Vídeň, Rakousko        | antuka    | Michaela Pochabová | Hiroko Kuwatová Hirono Watanabeová    | 7–5, 6–2         |
| Finalistka | 1. | 14. září 2013 | Vrnjačka Banja, Srbsko | antuka    | Natalia Vajdová    | Lina Gjorčeská Polina Lejkinová       | 4–6, 3–6         |
| Finalistka | 2. | 12. září 2014 | Sofie, Bulharsko       | antuka    | Džulija Terzijská  | Lina Gjorčeská Despina Papamichailová | 1–6, 4–6         |
| Vítězka    | 2. | 3. září 2015  | St. Pölten, Rakousko   | antuka    | Pia Königová       | Nora Niedmersová Tina Tehraniová      | 6–2, 6–2         |
| Vítězka    | 3. | červen 2019   | Toruň, Polsko          | antuka    | Rebeka Masárová    | Robin Andersonová Anhelina Kalininová | 6–4, 3–6, [10–4] |
| Vítězka    | 4. | říjen 2022    | Trnava, Slovensko      | tvrdý (h) | Sofja Lansereová   | Lee Pchej-čch' Wu Fang-sien           | 4–6, 6–2, [11–9] |

## Finále soutěží družstev: 1 (0–1)
| Výsledek   | č. | datum a místo konání                                                                              | spoluhráčky                                                                       | soupeřky                                                                                          | skóre |
| ---------- | -- | ------------------------------------------------------------------------------------------------- | --------------------------------------------------------------------------------- | ------------------------------------------------------------------------------------------------- | ----- |
| Finalistka | 1. | Billie Jean King Cup 2024 20. listopadu 2024 Malaga, Španělsko tvrdý (hala), Martin Carpena Arena | Anna Karolína Schmiedlová Viktória Hrunčáková Renáta Jamrichová Tereza Mihalíková | Itálie                                                                                            | 0–2   |
| Finalistka | 1. | Billie Jean King Cup 2024 20. listopadu 2024 Malaga, Španělsko tvrdý (hala), Martin Carpena Arena | Anna Karolína Schmiedlová Viktória Hrunčáková Renáta Jamrichová Tereza Mihalíková | Jasmine Paoliniová Elisabetta Cocciarettová Lucia Bronzettiová Sara Erraniová Martina Trevisanová | 0–2   |